# Veszprém címere
Veszprém címere Veszprém Megyei Jogú Város egyik jelképe.

## Leírása
„álló, csücskös talpú, aranyrámás pajzs, vörös mezejének zöld udvarán jobbra ügető, vörös-fekete szerszámzatú és takarójú, arany bokrétás ezüst paripán ezüst kócsagtollas, vörössel és feketével mintázott ezüst páncélzatú és sodronyinges, ezüst nadrágos, vörös csizmájú ezüst sarkantyús végvári vitéz baljával a kantárt fogja, jobbjában ezüst pallost emel, oldalán a vörös szíjakon felkötött szablya és a pallos hüvelye ezüst-fekete és vörös. A pajzs felső élén természetes színű, vörös bélésű, arany szegélyű és pántozatú tornasisak helyezkedik el, nyakában arany zsinóron vörös kört befoglaló arany medállal. A sisakkorona ötágú (három gyöngyöt befoglaló levél között egy-egy gyöngy) rubinokkal és zafírokkal ékesített leveleskorona, melyből – sisakdíszként – banderiális huszár növekszik dúsan aranyozott kék dolmányban és nadrágban, panyókára vetett vörös bélésű, hermelinszegélyű, aranypánttal kapcsolt kék mentében, vörös kötésű hármas aranyövvel, melyen fekete kardhüvelye lógó
A címer alkotóelemei gazdag szimbolikus összefüggésekkel rendelkeznek. Így például a pajzsban található vörös szín az életet és a vért, ezáltal a terület ősidők óta lakott voltát, valamint a város történetén végigvonuló katasztrófákat, sorscsapásokat és a lakosok harcait, kitartását, élni akarását, míg a zöld szín a természetet, a földet, a kerteket, réteket és erdőket, de átvitt értelemben a kultúra művelését is jelképezi. A pajzsban látható páncélos katona felidézi, hogy Veszprém élete ritkán volt békés történelme során, míg a sisakkoronából kinövő huszár a püspöki székhelyre és a városlakóknak a püspökkel szembeni bandériumállítási kötelezettségére utal. A sisak egészében a Veszprém életét végigkísérő harcokat jeleníti meg. Végül a sisakkorona a nehezen elnyert városi rangot és autonómiát szimbolizálja.

## Története
Mivel Veszprém egészen 1848-ig a püspök (és részben a káptalan) tulajdonában volt, önálló címerrel nem túl hosszú ideje rendelkezik. Évszázadokon keresztül az éppen hivatalban lévő püspök saját címere, vagy pedig a káptalan Mihály arkangyalt ábrázoló címere volt használatban. Önálló városi címer elsőként az 1720-as évekből származó pecséteken bukkan fel. Úgy tűnik, hogy az új címer gyorsan „divatba jött” a lakosok körében, talán mert ezzel is jelképezhették a püspöktől való függetlenségüket: 1745-ben „már a piaci kenyeresbódé tetejét is a város címere díszítette”. Valójában nem is egy, hanem két címer volt használatban: az egyik, amelyikben egy huszárruhás lovaskatona volt található, a nemeseké volt, míg a másik, amelyikben egy páncélos lovaskatona, a polgárok közösségéé. 1848 után csak a huszáros változatot hagyták meg, míg 1906-ban létrehozták a ma is használt címert, amelyben a páncélos katona a címerpajzsban, a huszár pedig a sisakdíszben foglal helyet, vagyis a két korábban használt címer egyesítésének tekinthető.

## Irányadó jogszabály
Jelenleg a címerrel kapcsolatos kérdéseket Veszprém Megyei Jogú Város Önkormányzata Közgyűlésének a veszprémi jelképek és a Veszprém név használatáról szóló 23/2012. (V.31.) önkormányzati rendelete ( módosította a l3/2014. (I.30.) önkormányzati rendelet).